# AH2
De Aziatische weg 2 (Engels: Asian Highway 2) is een van de hoofdroutes van het Asian Highwayproject. De route van 13.177 kilometer begint in Denpasar op het eiland Bali en leidt achtereenvolgens door de landen Indonesië, Singapore, Maleisië, Thailand, Myanmar, India, Bangladesh, nogmaals India, Nepal, nogmaals India, Pakistan en Iran. Het eindpunt is de stad Khosravi in het westen van de Iraanse provincie Kermanshah.

## Route

### Indonesië
De route begint op het Indonesische eiland Bali. Vanuit de hoofdstad van Bali, Denpasar, leidt de weg in noordwestelijke richting naar de havenplaats Gilimanuk. Vanaf Gilimanuk moet met een veerboot de Straat van Bali overgestoken worden om het eiland Java te bereiken. Daar gaat de route verder vanaf het dorp Ketapang, vlak bij de stad Banyuwangi. De route voert vervolgens naar Surabaya, de hoofdstad van de provincie Oost-Java. Daarvandaan gaat de AH2 naar de Ngawi ga dan naar provincie Midden-Java, om daar de stad Surakarta te passeren, en vervolgens in noordelijke richting naar de stad Semarang te gaan. Vanaf daar gaat de AH2 evenwijdig aan de noordkust van Java richting het westen, tot het plaatsje Cikampek. Daarvandaan gaat de hoofdweg verder naar Jakarta, maar een zijweg, die ook bij de AH2 hoort, gaat ongeveer 75 kilometer naar het zuiden, naar de stad Bandung.

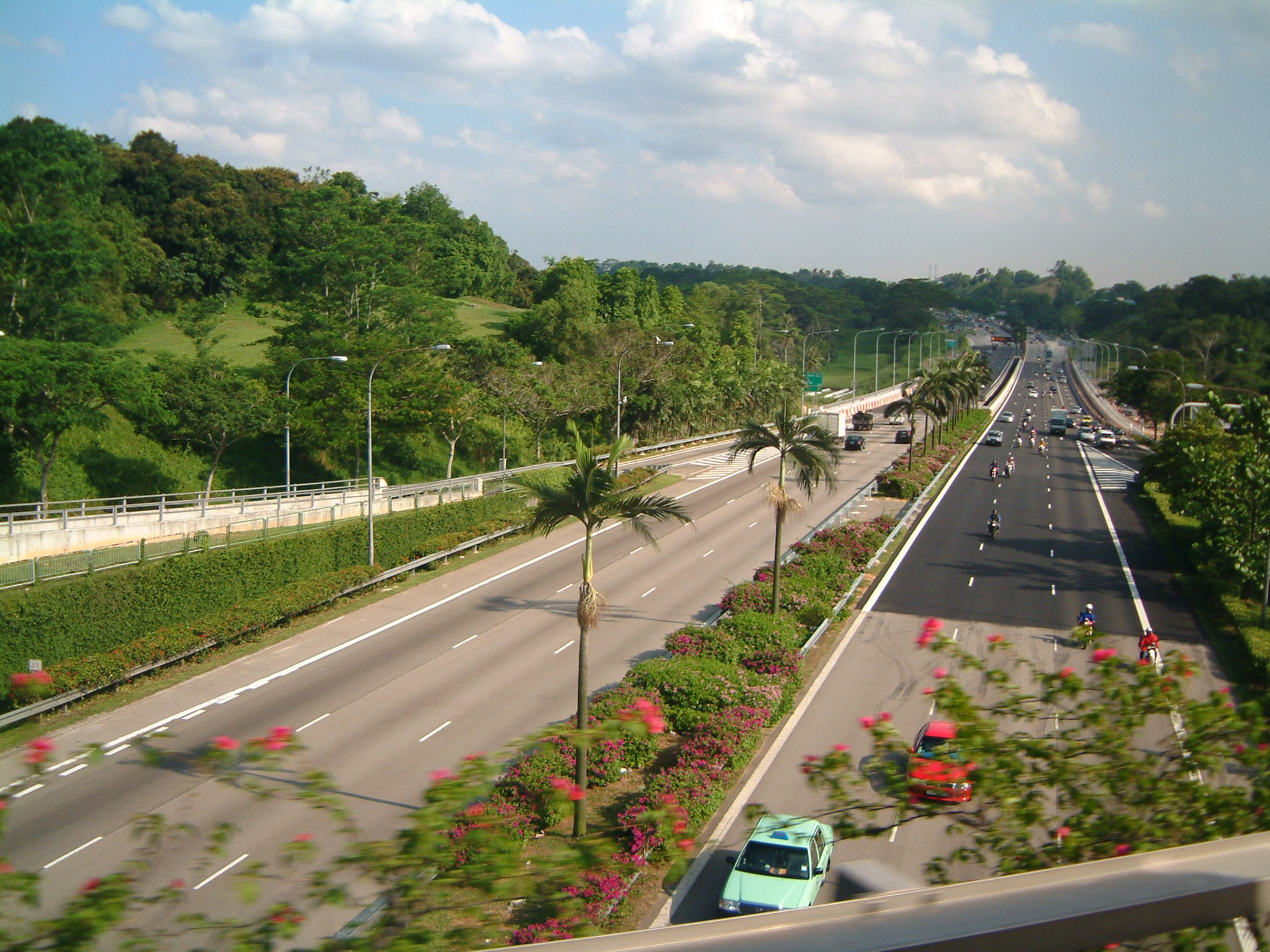
De AH2 in Singapore

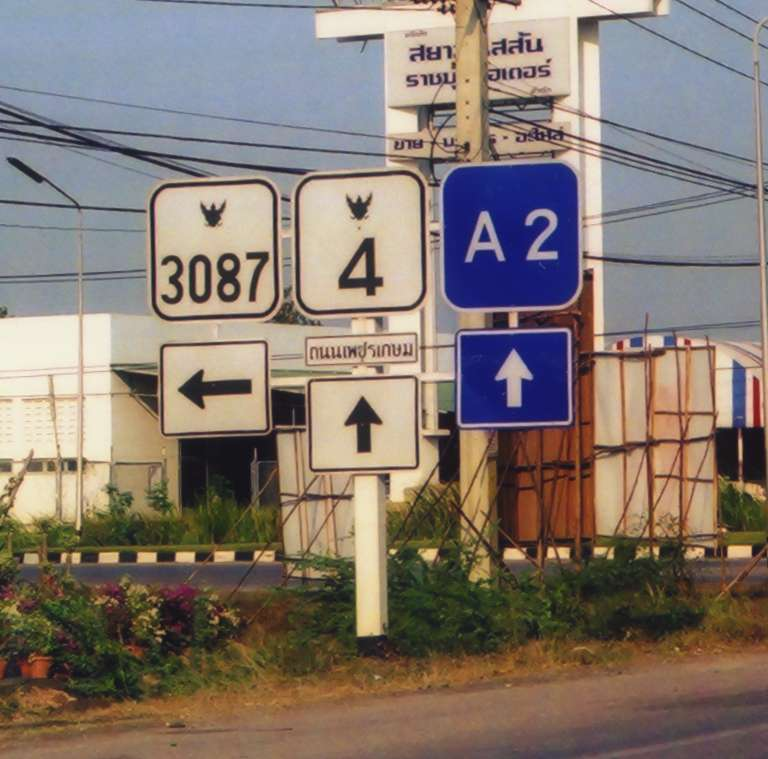
De AH2 in de buurt van Ratchaburi, Thailand (aangegeven als A2).

De hoofdweg gaat dus naar Jakarta, de hoofdstad van Indonesië. Vanaf daar gaat de weg weer verder in twee richtingen. Een zijweg gaat verder naar het westen, naar de havenstad Merak. Vanaf deze stad vertrekt een veerboot naar Sumatra, waar de snelweg AH25 begint. De hoofdroute van de AH2 gaat vanaf Jakarta met de veerboot richting Singapore. In Indonesië is de totale lengte van de AH2 1440 kilometer, waarvan ongeveer 200 kilometer bestaat uit de twee zijwegen, en dus ongeveer 1240 kilometer weg tussen Denpasar en Jakarta.

### Zuidoost-Azië
Na de Javazee en de Straat Karimata overgestoken te hebben vervolgt de AH2 zijn weg door Singapore. De weg doorkruist het stadstaatje van zuid naar noord en overbrugt in het land een totale lengte van 19 kilometer. Na Singapore komt de AH2 Maleisië binnen bij de stad Johor Bahru. Daarvandaan gaat de AH18 langs de oostkust van Maleisië, terwijl de AH2 linksaf richting westkust gaat. Via de steden Seremban, Kuala Lumpur en George Town naar de grens met Thailand. De totale lengte van de AH2 is in Maleisië 821 kilometer. Overigens volgt de AH2 in Maleisië bijna z'n gehele route over de belangrijkste snelweg van het land, de North-South Expressway.
In Thailand aangekomen vervolgt de route zich naar de stad Hat Yai. Bij die stad komt de AH18, die in het zuiden van Maleisië afsplitste, weer bij de AH2. Over het schiereiland Malakka gaat de weg naar de hoofdstad van Thailand: Bangkok. Daarna via Tak en Chiang Rai naar Mae Sai, een stadje in het noorden van Thailand aan de grens met Myanmar. De totale lengte van de AH2 in Thailand is 1549 kilometer.
Eenmaal in Myanmar buigt de AH2 af richting het westen om zo'n 600 kilometer verderop langs de stad Meiktila. Hier voegt de AH2 zich tijdelijk samen met de AH1, en gaan ze samen verder in de richting van de volgende grote stad op de route, Mandalay, met ongeveer 1.000.000 inwoners. Vervolgens gaat de weg in noordwestelijke richting naar de grens met India, naar de grensstad Tamu. De totale lengte van de AH2 in Myanmar is 807. Bij maar 50 kilometer hiervan zijn twee rijstroken verhard, verder is er bij 541 kilometer één rijstrook verhard, en over een lengte van 216 kilometer is er zelfs helemaal geen verharding (gegevens uit 2002).

### India
Na de grens bij Tamu komt de AH2 voor de eerste maal India binnen. Daar gaat de weg met een omweg via de noordelijker gelegen steden Dimapur en Jorabat (waarvandaan een zijweg loopt naar Guwahati, die ook bij de AH2 hoort) naar de stad Shillong. Vanaf Shillong gaat de weg weer naar het zuiden, naar de grens met Bangladesh. Na het passeren van de grens komt de AH2 bij de stad Sylhet, en gaat daarvandaan naar de hoofdstad van Bangladesh, Dhaka. Bij Dhaka scheiden de wegen van de AH1 en de AH2 zich weer. De AH1 gaat verder in zuidwestelijke richting, terwijl de AH2 naar het noordwesten gaat. In het uiterste noorden van Bangladesh gaat de weg weer de grens over met India, en komt de weg langs de stad Siliguri. Na een stukje van ongeveer 30 kilometer in India gaat de weg weer een ander land binnen, dit keer Nepal.
In Nepal gaat de AH2 ongeveer evenwijdig aan de zuidgrens richting het westen, eerst naar de stad Narayangarh, en daarna verder naar de stad Mahendranagar. De totale lengte van 1024 kilometer dat de weg door Nepal loopt is verhard. Na Nepal verlaten te hebben komt de weg India voor de derde en laatste keer binnen. Via de stad Rampur leidt de weg naar de hoofdstad van India: New Delhi. Vanaf New Delhi is er weer een traject dat de AH2 deelt met de AH1, richting het noordoosten, naar de grens met Pakistan.

### West-Azië
Vlak voor de Pakistaanse stad Lahore gaat de AH2 de grens over. Bij Lahore splitsen de wegen van de AH1 en AH2 weer, de AH1 gaat naar het noordwesten, de AH2 vervolgt zijn weg in zuidwestelijke richting naar de stad Multan. Nu deelt de AH2 zijn route echter met de AH4, tot de plaats Rohri. Vanaf die plaats gaat de AH4 verder naar Karachi, terwijl de AH2 naar het westen gaat, naar de stad Quetta, waar de AH4 de AH7 kruist. Na Quetta gaat de weg door Pakistan, langs de zuidgrens van Afghanistan, richting het westen, naar de grens met Iran.
De grensplaats aan Iraanse zijde heet Mirjaveh. Vanaf die plaats gaat de weg in westelijke richting langs de stad Zahedan naar Kerman. Bij Zahedan kruist de weg de AH75 en bij Kerman is er een zijweg naar het noorden, de AH72. Tussen de verderop gelegen steden Anar en Yazd deelt de AH2 zijn route met een andere Aziatische weg, de AH70. Na Yazd gaat de route in noordwestelijke richting verder naar de hoofdstad van Iran: Teheran. Bij Teheran maakt de weg een scherpe bocht, en vanaf hier gaat de AH2 naar zijn eindpunt. Onderweg nog langs de stad Hamadan, en uiteindelijk komt de AH2 uit in Khosravi, een stad in het westen van Iran, tegen de grens met Irak.

## Statistieken
De totale lengte van de AH2 is 13.177 kilometer. Een aantal delen van de weg (volgens het Asian Highway Handbook 2563 kilometer) maken deel uit van een zogenaamde "common section". Dit zijn de trajecten waar de AH2 zijn route deelt met een andere Aziatische weg, voornamelijk de AH1. De rest van de kilometers is als volgt verdeeld over de verschillende landen.
- Indonesië: 1.440 kilometer
- Singapore: 19 kilometer
- Maleisië: 821 kilometer
- Thailand: 1.549 kilometer
- Myanmar: 807 kilometer
- India: 339 kilometer
- Bangladesh: 510 kilometer
- Nepal: 1.024 kilometer
- Pakistan: 1.828 kilometer
- Iran: 2.310 kilometer